# NGC 5730
NGC 5730 (również PGC 52396 lub UGC 9456) – galaktyka spiralna (Sbc), znajdująca się w gwiazdozbiorze Wolarza. Odkrył ją William Herschel 9 kwietnia 1787 roku.